# Schloss Charlottenburg
Das Schloss Charlottenburg diente von 1701 bis 1888 als Sommerresidenz der preußischen Könige und ist heute ein Museum. Das Schloss ist ein Baudenkmal und liegt am Spandauer Damm im Berliner Ortsteil Charlottenburg.
Errichtet in mehreren Abschnitten von 1695 bis 1791 nach Plänen von Johann Friedrich Eosander, Georg Wenzeslaus von Knobelsdorff und Carl Gotthard Langhans, ist das Schloss den Stilrichtungen des Barocks, des Rokokos und des Klassizismus zuzuordnen. Der an der Spree gelegene Park wurde ab 1697 von Siméon Godeau als französischer Garten und ab 1819 von Peter Joseph Lenné als englischer Garten gestaltet. Die im Zweiten Weltkrieg schwer beschädigte Anlage wurde originalgetreu wiederaufgebaut, wozu die West-Berliner Kunsthistorikerin Margarete Kühn maßgeblich beitrug.
Das von der Stiftung Preußische Schlösser und Gärten verwaltete Baudenkmal ist eine beliebte Sehenswürdigkeit und die bedeutendste Schlossanlage Berlins. Zum Bauensemble gehört auch der Schlossgarten mit dem Belvedere, dem Mausoleum und dem Neuen Pavillon.

## Baugeschichte

Schloss Charlottenburg, um 1900

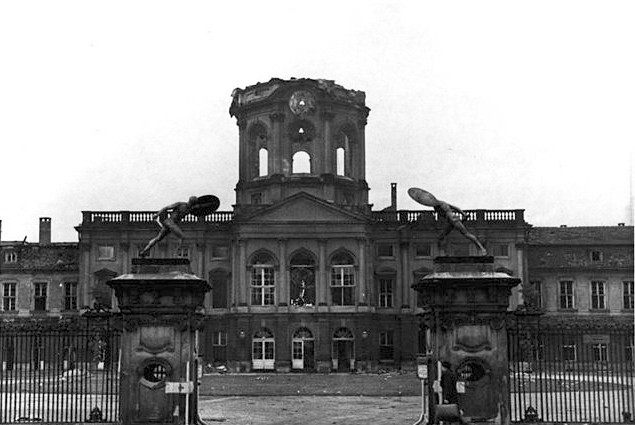
Ausgebranntes Schloss mit zerstörter Kuppel, 1943

Stadtseite mit den Borghesischen Fechtern, bei Nacht

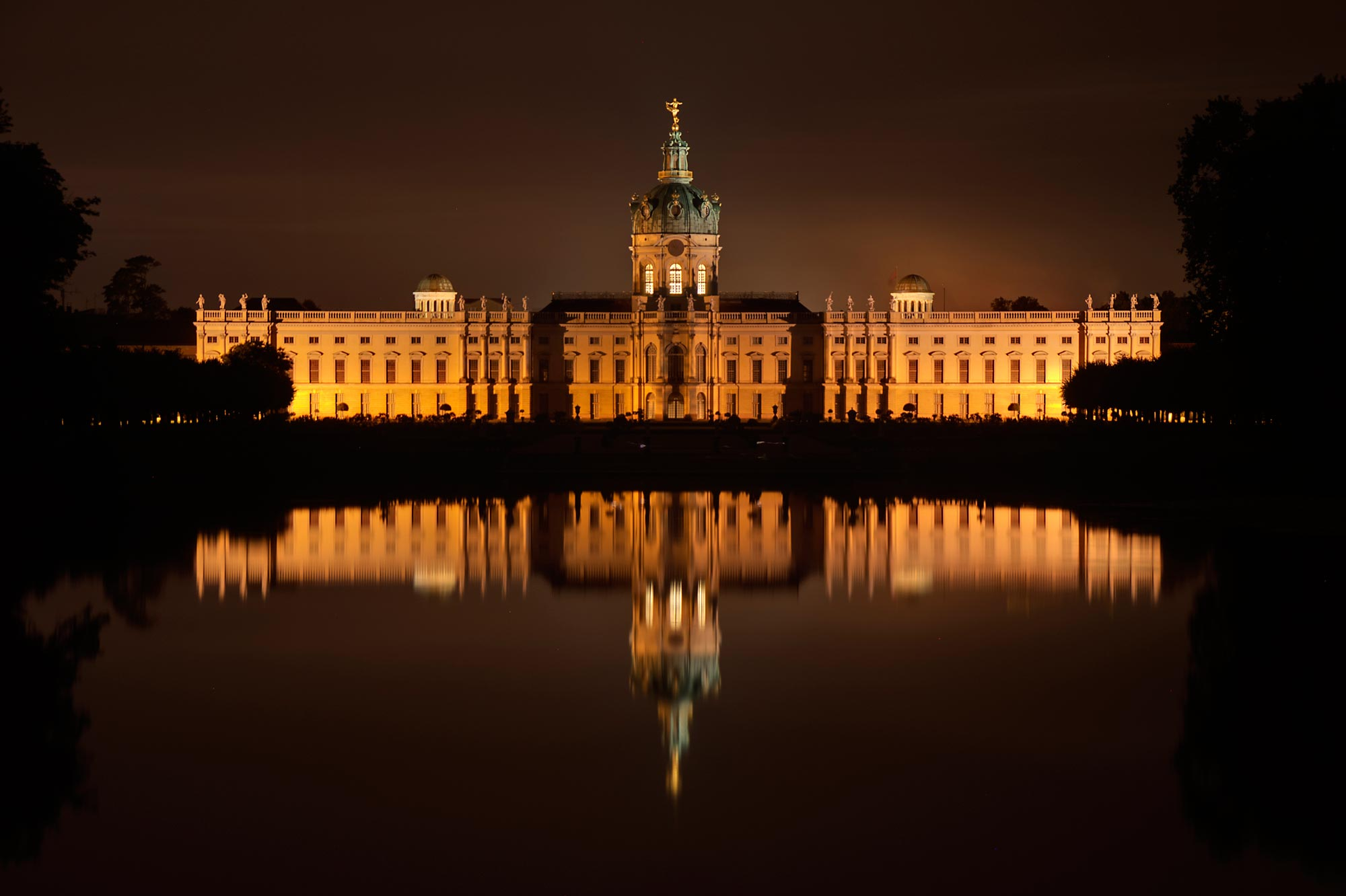
Gartenseite mit dem Karpfenteich, bei Nacht

### Altes Schloss und Erweiterungsbau
Nachdem Sophie Charlotte von Hannover ihrem Gemahl Kurfürst Friedrich III. 1694 ihren Landsitz auf Caputh bei Berlin zurückgegeben hatte, übergab dieser ihr am 30. Juni 1695 als Ersatz das Dorf Lietze/Lützow etwa sieben Kilometer vor Berlin sowie ein Grundstück. Noch im selben Jahr beauftragte Sophie Charlotte den Architekten Johann Arnold Nering mit der Planung und dem Bau einer Sommerresidenz auf dem Grundstück. Allerdings starb Nering schon einige Monate später, und Martin Grünberg übernahm die Ausführung des Ausbaus.
Der Kernbau war noch sehr klein, er umfasste den mittleren Teil mit zwei Risaliten. Außerdem wurde wegen der Vorliebe der Königin für Opern und musikalische Darbietungen ein freistehendes kleines Opernhaus errichtet. So wurde das Schloss auch Sophie Charlottes Musenhof genannt. Am 11. Juli 1699, dem Geburtstag ihres Gatten, wurde das kleine Schloss eingeweiht und seitdem von Sophie Charlotte als Residenz genutzt. Sein Name wurde nach dem nahe gelegenen Dorf Lietzenburg (auch: Lützenburg) gewählt.
Architekt Grünberg trat 1698/1699 von seinem Amt zurück. Wahrscheinlich veranlasste der Baumeister Andreas Schlüter die weiteren Arbeiten. Für das Gesinde und die Betriebsräume wurden zwei südwärts gerichtete Gebäude errichtet, die den Hof abgrenzten. Nach der Krönung Friedrichs zum König Friedrich I. in Preußen und Sophie Charlottes zur Königin in Preußen im Jahr 1701 übernahm Eosander von Göthe den weiteren Ausbau. Er ließ das Schlossgebäude bis zur Flucht der Hofgebäude verbreitern und diese bis an das Schloss verlängern.

### Große Orangerie
Nach dem Tod Sophie Charlottes am 1. Februar 1705 im Alter von nur 36 Jahren nannte der König das Schloss und die angrenzende Siedlung ihr zu Ehren Charlottenburg. Der König beauftragte Eosander mit einem weiteren Ausbau. Von 1709 bis 1712 wurden das zurückspringende Mittelstück zu einem Risalit ausgebaut und die markante Schlosskuppel darüber errichtet. Auf der Westseite wurde der Bau um eine Orangerie und eine Kapelle erweitert. Eine Orangerie auf der Ostseite war geplant, wurde aber nie ausgeführt. Die Große Orangerie diente der Überwinterung seltener Pflanzen. Während der Sommermonate, wenn über 500 Apfelsinen-, Zitronen- und Pomeranzenbäume den Barockgarten zierten, war die Orangerie regelmäßig prachtvoller Schauplatz höfischer Festlichkeiten.
Für Schloss Charlottenburg war ursprünglich auch das Bernsteinzimmer bestimmt – eine komplette Wandvertäfelung aus Bernstein, die später auch als „das achte Weltwunder“ bezeichnet werden sollte. Entworfen wurde es von dem Barockbaumeister Johann Friedrich Eosander. Als Raum wird die heutige Rote Damastkammer angenommen. 1712 wurde die Arbeit noch erwähnt, ist jedoch für Charlottenburg nicht mehr vollendet worden. Teile der Bernsteinvertäfelung wurden im Berliner Schloss in ein an den Weißen Saal angrenzendes Hinterzimmer eingebaut. Der wenig kunstinteressierte Soldatenkönig Friedrich Wilhelm I. tauschte das Bernsteinzimmer 1716 beim russischen Zaren Peter dem Großen gegen Soldaten mit Gardemaß.
Nach dem Tod Friedrichs I. im Jahr 1713 führte das Schloss Charlottenburg unter dessen Nachfolger Friedrich Wilhelm I. ein Schattendasein. Seinem ökonomischen Sinn widerstrebte es jedoch, das Schloss gänzlich zu vernachlässigen. So wurden dem Bau die notwendigen Unterhaltungsmaßnahmen nicht versagt; auch mussten die Räume in der kalten Jahreszeit geheizt werden, damit die „paneelarbeit und meubles nicht verstocken“. Das freistehende Opernhaus übergab er den Bürgern zum Abriss als Material zum Bau einer Schule. Friedrich Wilhelm I. wusste das Schloss für offizielle und repräsentative Zwecke durchaus zu nutzen. Hier wurde 1725 mit Georg I. von England der „Charlottenburger Vertrag“ abgeschlossen, der dem brandenburgischen Haus die Erbansprüche auf Jülich-Kleve sicherte. Im Sommer 1728 herrschte im Schloss tagelang festliches Leben, als August der Starke dem König einen Gegenbesuch abstattete.

### Neuer Flügel
Sofort nach dem Tod Friedrich Wilhelms 1740 machte der neue König Friedrich II. Charlottenburg zu seiner Residenz. In den Räumen des Schlosses hielt der König seine freimaurische Hofloge ab. Er fühlte sich zu diesem Ort, an dem seine schöngeistige und hochgebildete Großmutter Sophie Charlotte gewirkt hatte, sehr hingezogen. So ließ er mit den Charlottenburger Schlossgrenadieren eine eigene Wachtruppe für das Schloss aufstellen und zunächst Räume im Obergeschoss des Mittelbaus (Altes Schoss) für sich herrichten. Die von Friedrich Christian Glume ausgeführten – und im Zweiten Weltkrieg gänzlich verlorengegangenen – Schnitzereien der Vertäfelungen waren noch so unbeholfen, dass sie lange Zeit für Arbeiten aus dem 19. Jahrhundert gehalten wurden. Friedrich Wilhelm IV. und seine Gemahlin Elisabeth bewohnten später diese Räume.
Gleichzeitig hatte Friedrich den Auftrag gegeben, das Schloss durch Knobelsdorff für seine Bedürfnisse im Stil des Rokoko erweitern zu lassen, wobei – anstelle der geplanten, aber unter seinem Vater nicht mehr verwirklichten östlichen Orangerie – der Neue Flügel entstand, nach Schloss Rheinsberg das zweite Bauwerk des Friderizianischen Rokoko. Vermutlich war Schloss Charlottenburg für Friedrich II. trotz seiner freien Lage in der Landschaft nicht jener Ort der Ruhe und Zurückgezogenheit, den er sich gewünscht hatte. Im Jahr 1744 begann er in Potsdam mit dem Umbau des Stadtschlosses zu seiner Dauerresidenz sowie der Anlage des intimen Schlosses Sanssouci als Sommerwohnsitz. Das 1747 fertiggestellte Schloss Charlottenburg benutzte er für Familienfeiern. Die Hofmaler Augustin und Matthäus Terwesten und Antoine Pesne statteten mehrere Räume des Neuen Flügels mit mythologisch-allegorischen Deckengemälden aus.

### Theaterbau
Seine heutige Form erhielt das Schloss unter Friedrich Wilhelm II. mit dem Schlosstheater am Ende des westlichen Flügels und mit der Kleinen Orangerie, beide von Carl Gotthard Langhans. Der Theaterbau spielte in der Geschichte des deutschen Theaterwesens eine wichtige Rolle, es wurde zu einer Pflegestätte der unter Friedrich dem Großen vernachlässigten deutschen Literatur. Ab 1795 gab es freie Theaterkarten für Bürgerliche. Im Neuen Flügel ließ sich Friedrich Wilhelm II. auf der Südseite des ersten Stockwerks eine Winterwohnung sowie im Erdgeschoss der zum Park gelegenen Nordseite eine Sommerwohnung im Stile des Frühklassizismus einrichten. Außerdem wurde eine weitere Orangerie (Kleine Orangerie) hofseitig gegenüber der Großen Orangerie errichtet. Sie umfasste zwei Wohnungen für die Gärtner und ein Gewächshaus in der Mitte.

### Zerstörung und Wiederaufbau

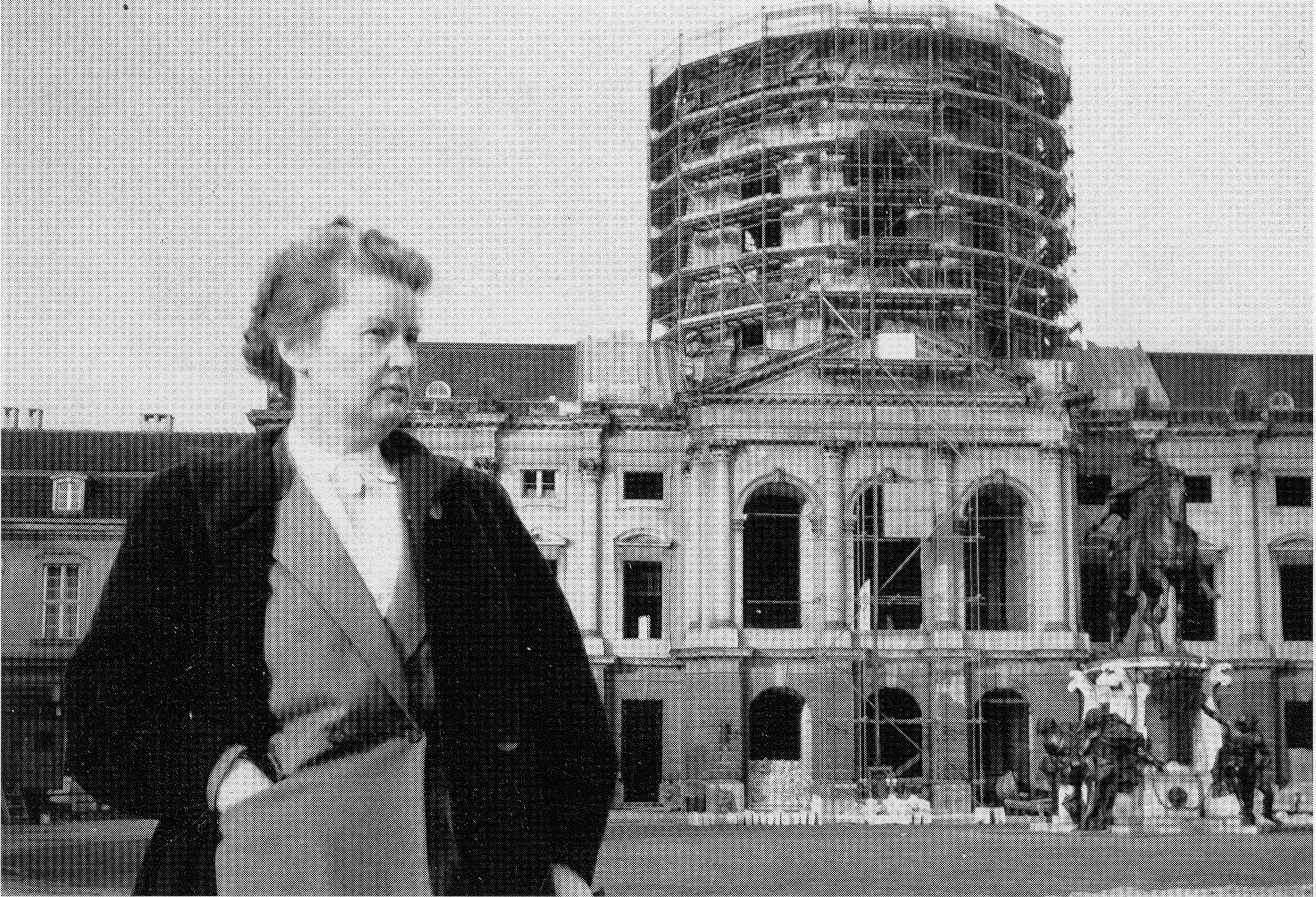
Schloss Charlottenburg, im Vordergrund die damalige Schlösserdirektorin Margarete Kühn

Während des Zweiten Weltkriegs richtete ein alliierter Luftangriff in der Nacht zum 23. November 1943 schwere Schäden am Schloss an. Die Kuppel stürzte ein, der mittlere Teil des Hauptbaus, Mittelsalon und östlicher Teil der Orangerie sowie der größte Teil des friderizianischen Flügels brannten aus. Große Teile des Inventars konnten gerettet werden. Das Hauptgebäude wurde nach Kriegsende schnell wieder baulich gesichert und konnte provisorisch genutzt werden: Beispielsweise fand im Juni/Juli 1947 die Deutsche Buchausstellung Berlin 1947 hier statt.
Nach der Spaltung Berlins und angesichts der in Ost-Berlin beabsichtigten Vernichtung des Berliner Schlosses setzte sich ab 1948 besonders die Direktorin der nunmehr ausschließlich West-Berliner Schlösserverwaltung, Margarete Kühn, für den Wiederaufbau des Charlottenburger Schlosses ein, der 1957 mit der Wiederherstellung der Kuppel abgeschlossen war. Seit 1952 hat das Reiterstandbild des Großen Kurfürsten von Andreas Schlüter (1696) seinen Platz im Ehrenhof. Es stand zuvor auf der Langen Brücke am Stadtschloss in Berlin-Mitte.
Im Jahr 2007 sind nach elfjährigen Restaurierungsarbeiten wieder alle 20 Attika-Skulpturen auf den Balustraden des Daches zurückgekehrt, nachdem die Erneuerung der Gussnähte und der Farbschicht abgeschlossen wurde. Bereits seit 1970 wurden die 2,5 m hohen Plastiken als „moderne“ Neuschöpfungen aufgestellt, die dem Barock nachempfunden sind. 1996 wurden sie zunächst in der Gartenanlage neben der Kleinen Orangerie platziert, nachdem eine Absturzgefahr festgestellt wurde.
Östlich der Kleinen Orangerie soll bis 2027 ein neues Besucherzentrum mit Kartenverkauf und Museumsladen entstehen. Außerdem soll der östliche Ehrenhofflügel einen barrierefreien Besuchereingang erhalten.

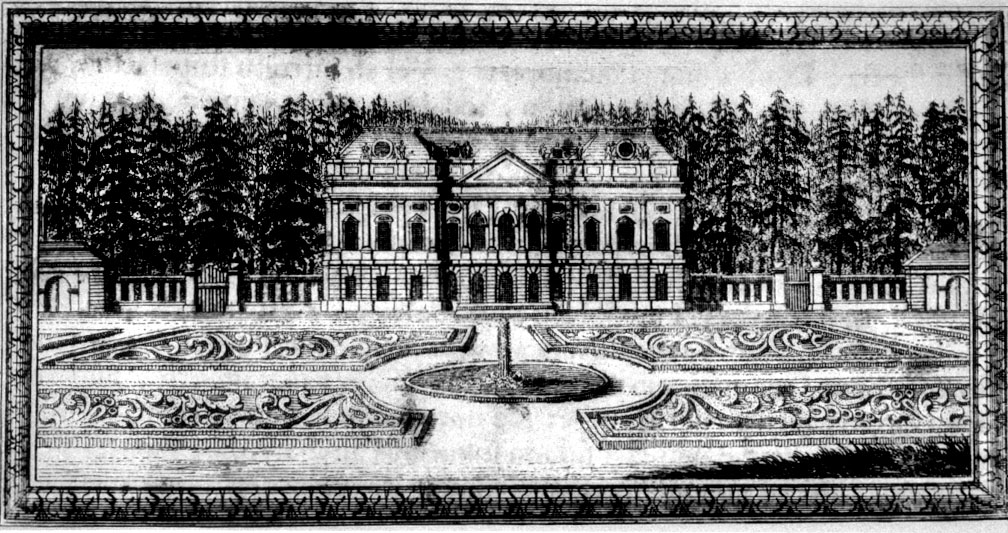
Schloss Lützenburg (Altes Schloss), um 1700
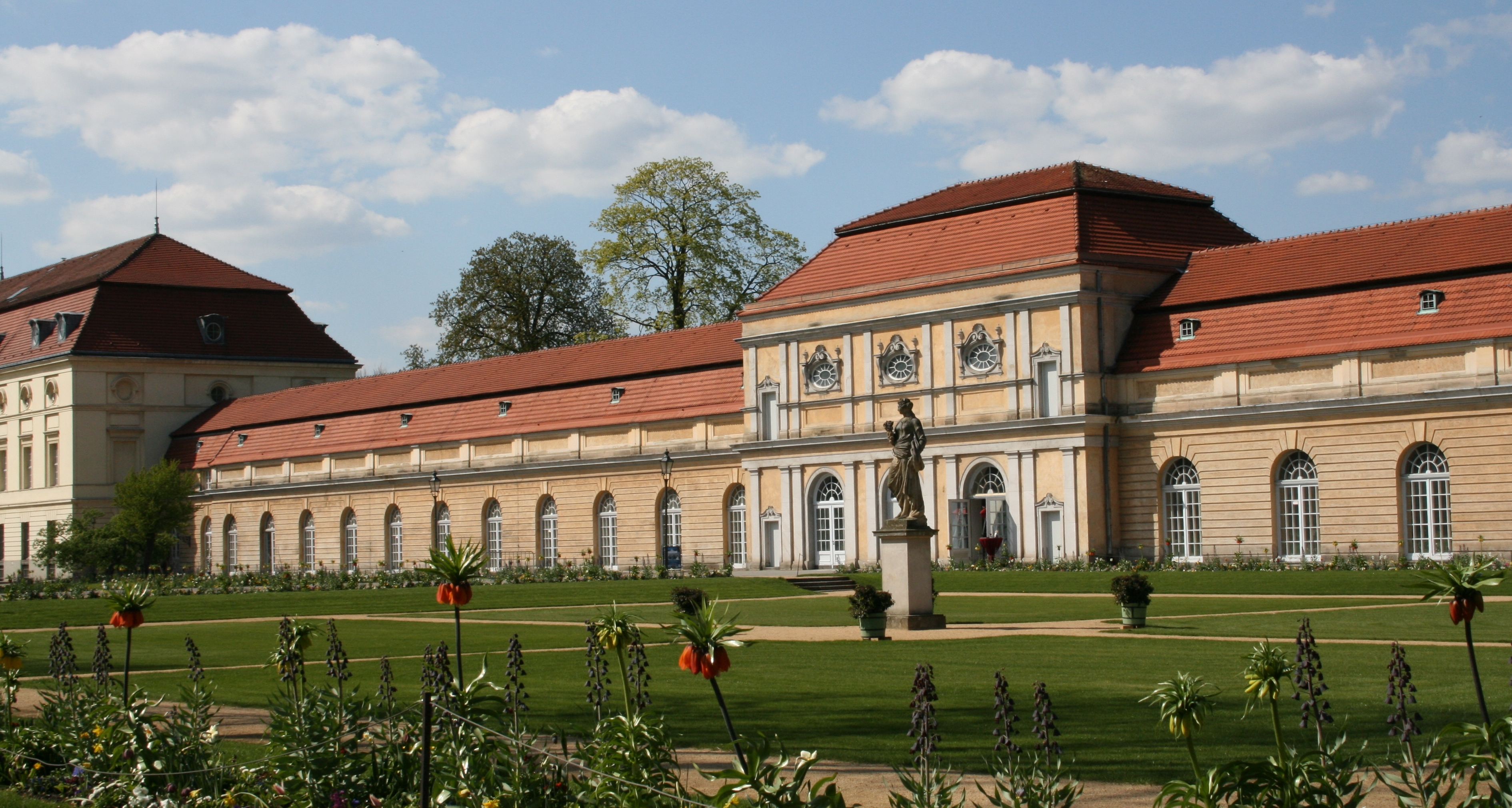
Große Orangerie
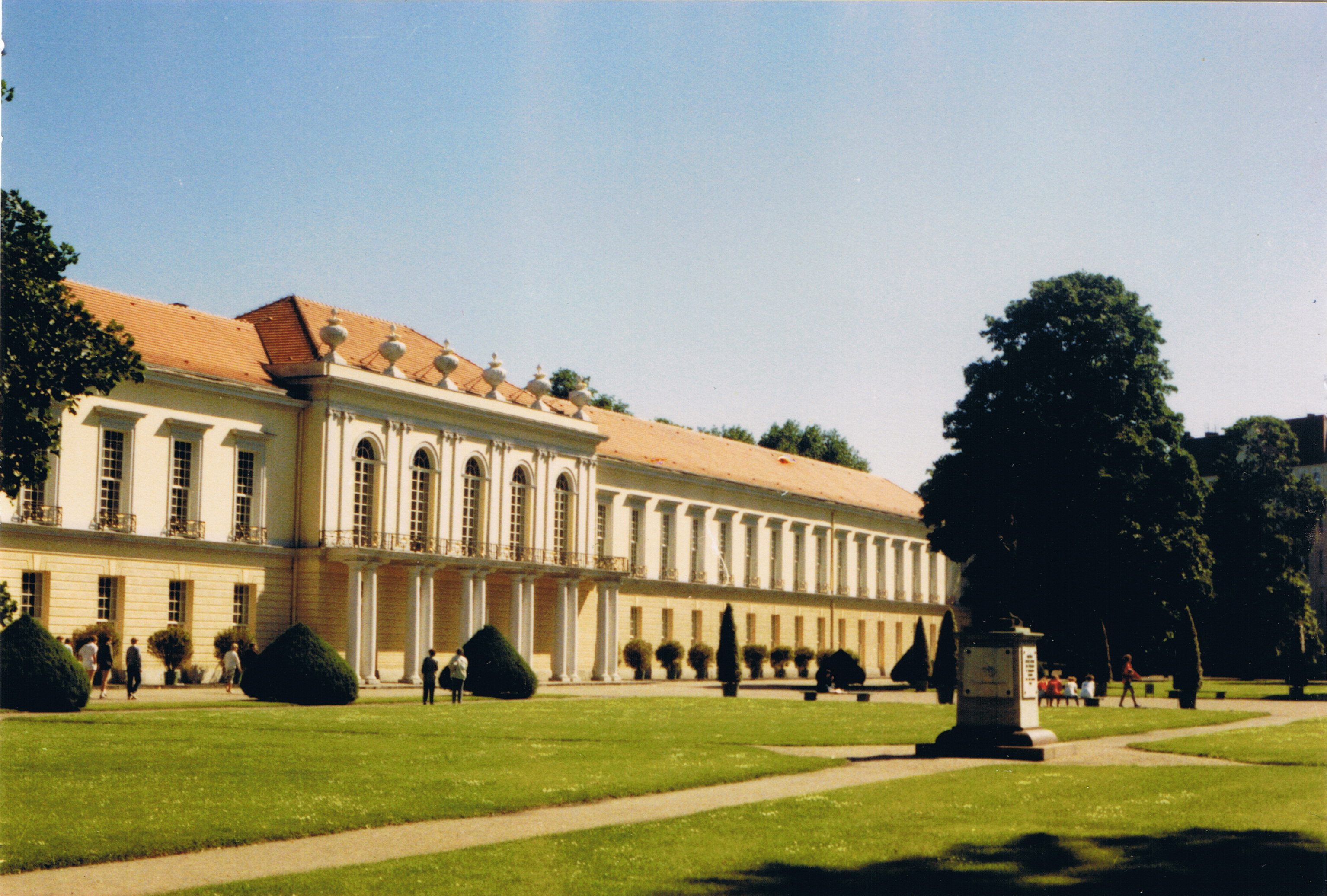
Neuer Flügel
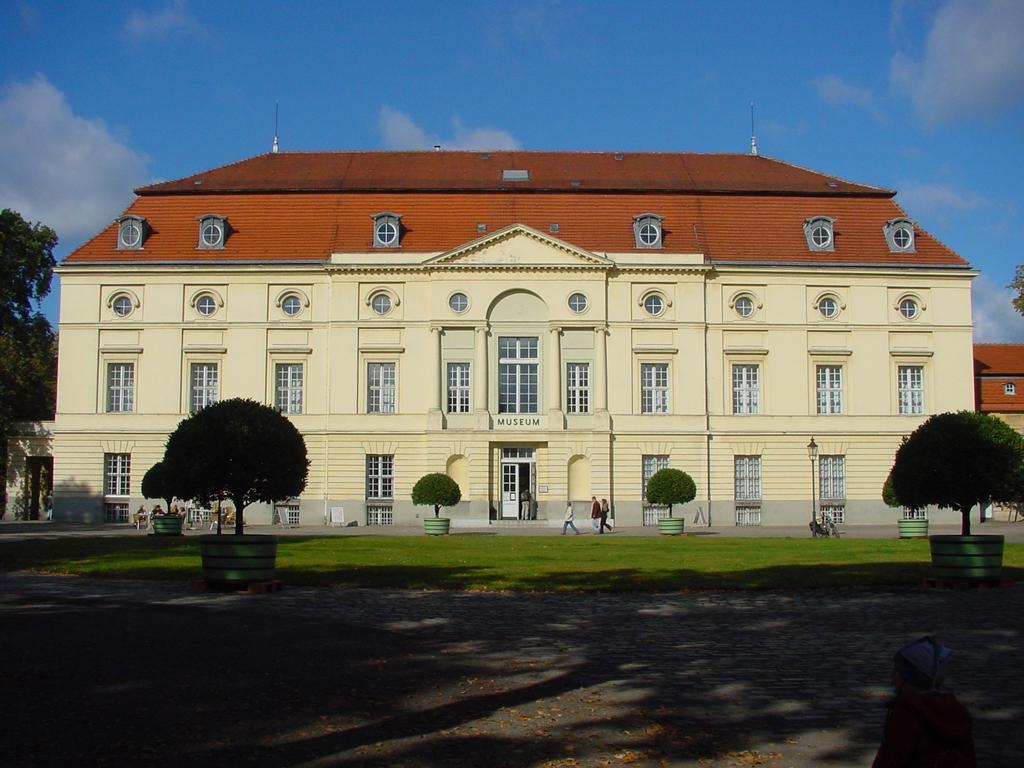
Theaterbau
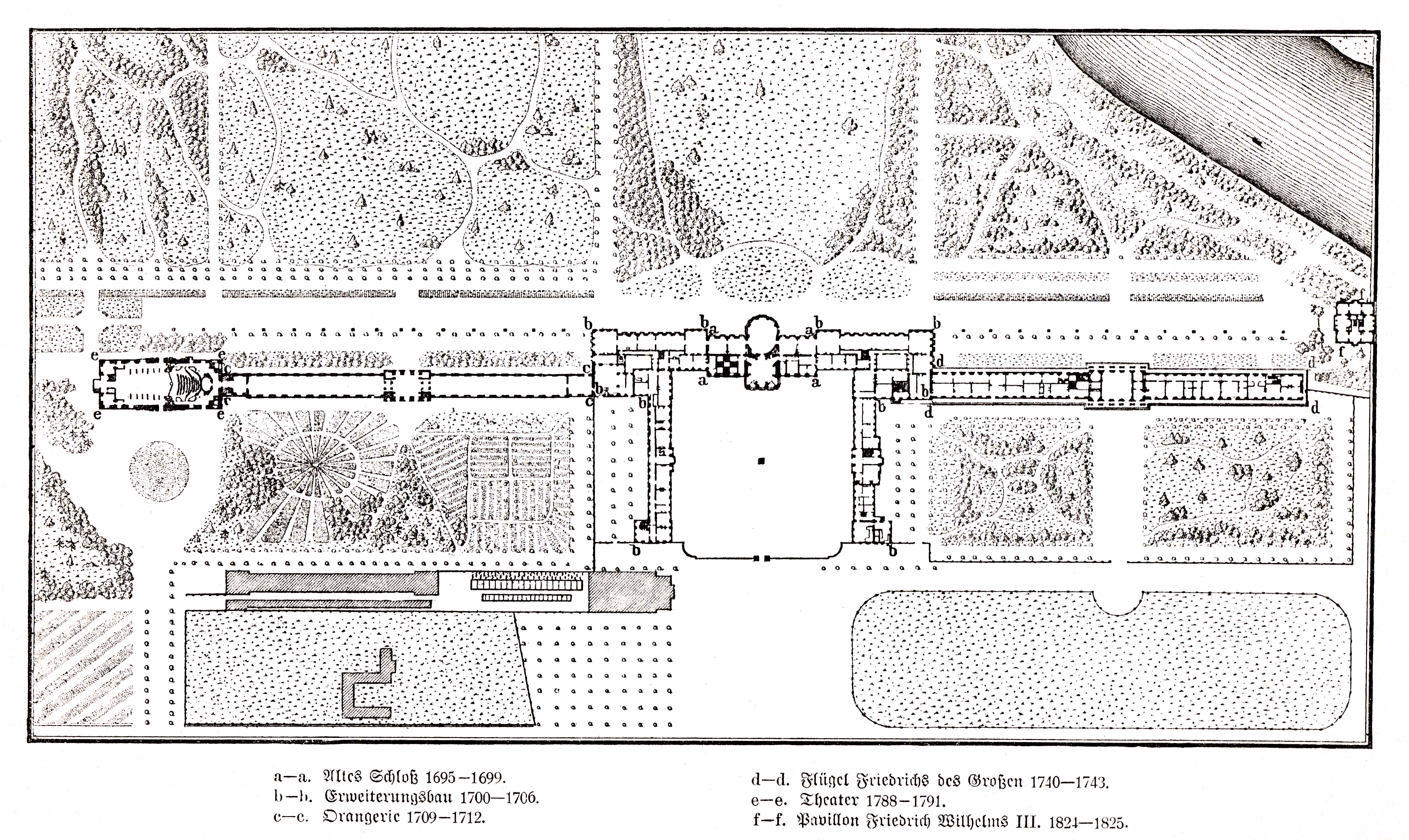
Übersichtsplan zur Baugeschichte

## Nutzungsgeschichte

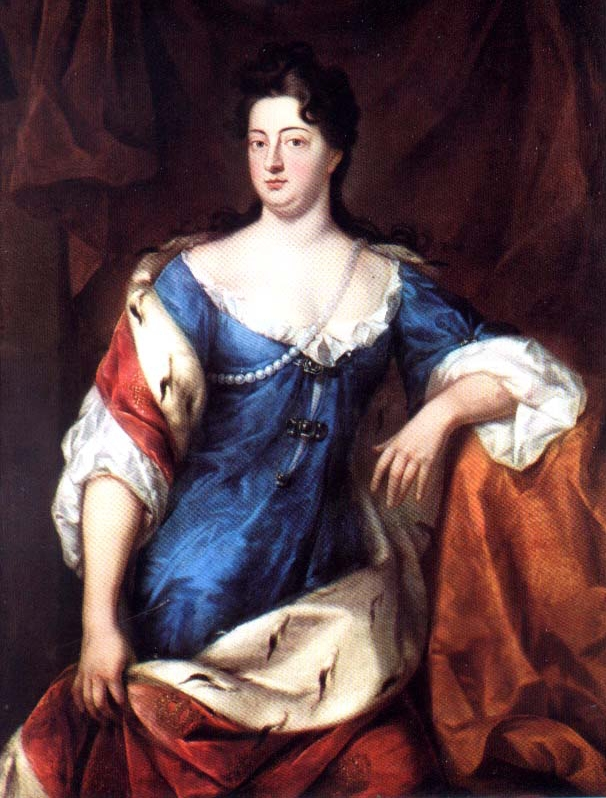
Sophie Charlotte, Königin in Preußen, erste Nutzerin und spätere Namensgeberin des Schlosses, Ölgemälde von Friedrich Wilhelm Weidemann, zwischen 1702 und 1705

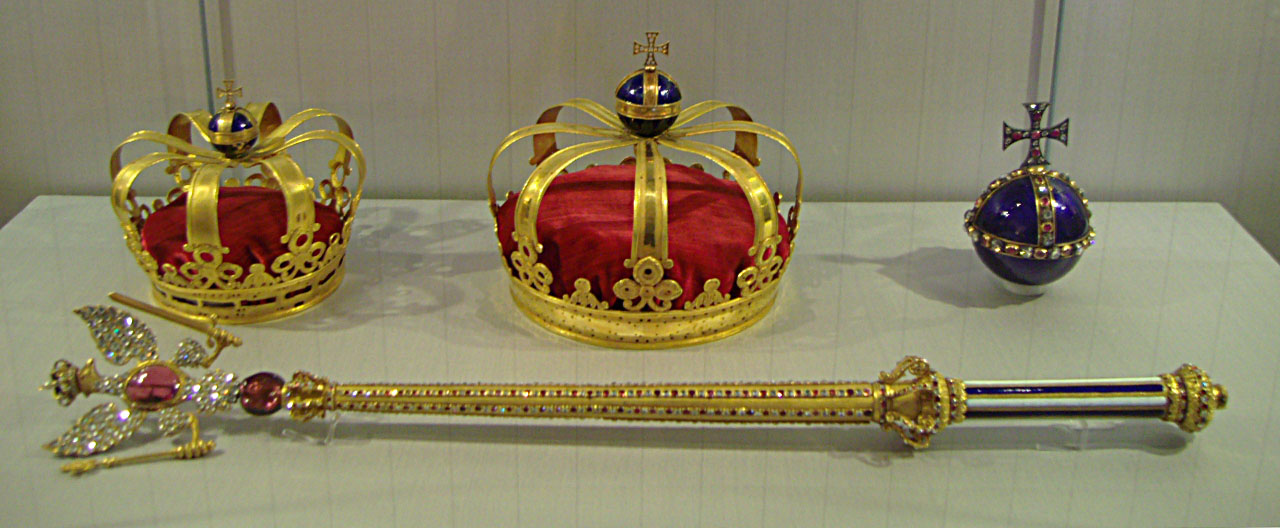
Preußische Kroninsignien, Ausstellung im Schloss

### Sommerresidenz
Nach dem Tod Sophie Charlottes wurde das Schloss von Friedrich I., Friedrich II., Friedrich Wilhelm II. und nachfolgenden preußischen Königen bewohnt.
Das Königspaar Friedrich Wilhelm III. und Luise, das mit seinen Kindern im Schloss lebte, nahm im Innern des Schlosses keine größeren Veränderungen vor. Lediglich nach der Rückkehr aus Königsberg kam es 1810 zur Neugestaltung des Schlafzimmers der Königin nach Entwürfen Karl Friedrich Schinkels. Der im gleichen Jahr verwitwete König ließ 1824, nach seiner Eheschließung mit Auguste von Harrach, für diese die zweite Wohnung Friedrichs des Großen herrichten und für sich von Schinkel den Neuen Pavillon erbauen. Ein zeitgenössischer Reiseführer beschreibt die damalige Raumaufteilung der königlichen Familie im Schloss folgendermaßen: „Der König bewohnt das Schloß den Sommer hindurch und hat seine Zimmer im neuen, der Kronprinz, die Kronprinzessin und die anderen Prinzen und Prinzessinnen, im alten Schlosse. Das Innere des Schlosses zeigt der Kastellan, der im westlichen Flügel wohnt.“
Unter Friedrich Wilhelm IV. wurden Räume im ersten Stockwerk des Alten Schlosses (Mittelbau) im gravitätischen Stil des späten Klassizismus sowie Neorokoko für ihn und seine Gemahlin Elisabeth als Wohnung neu eingerichtet. Nach dem Tode Friedrich Wilhelms IV. 1861 nutzte Königin Elisabeth das Schloss als Witwensitz.
Im Dreikaiserjahr 1888 bezog der todkranke Kaiser Friedrich III. das Schloss, bevor er ins Neue Palais nach Potsdam übersiedelte, wo er wenige Tage später starb. Charlottenburg diente von da an nicht länger als Residenz, sondern konnte besichtigt werden.

### Museumsschloss
Ab 1902 wurde das ehemalige Schlosstheater im Langhansbau zu einem Möbelspeicher umgebaut. Gegen Ende des Ersten Weltkriegs wurden einige Räume im östlichen Teil des Eosanderbaus als Lazarett genutzt. Kurz nach dem Krieg war ein Lazarett für Kriegsversehrte im Neuen Flügel und in hölzernen Baracken, die wohl im angrenzenden Schlosspark standen, untergebracht. Im Jahr 1926 regelte der Freistaat Preußen in einem Vertrag mit dem Haus Hohenzollern den Übergang des Schlosses an die Verwaltung der Staatlichen Schlösser und Gärten.
Das Museum für Vor- und Frühgeschichte der Staatlichen Museen im ehemaligen Theatergebäude (Langhansbau) wurde um 1960 eingerichtet. 2003 wurde nach einer grundlegenden Sanierung das Museum wiedereröffnet. Am 26. April 2009 wurde die Sammlung im Schlosstheater geschlossen und im Neuen Museum in Mitte untergebracht, während die Werkstätten zunächst im Schloss bleiben. In Zukunft soll dort wahrscheinlich das Hohenzollernmuseum untergebracht werden, das sich im zerstörten Schloss Monbijou in Mitte gegenüber dem heutigen Bode-Museum befand.
In der Kleinen Orangerie befindet sich derzeit ein Restaurant, außerdem wird das Glashaus des Baus im Sommer für Kunstausstellungen und Konzerte genutzt. Auch die zerstörte Große Orangerie wurde nach dem barocken Vorbild wieder aufgebaut. Der lichtdurchflutete Festsaal bietet einen ansprechenden Rahmen für kulturelle Veranstaltungen, Konzerte und Bankette, unter anderem auch für die Bundesregierung, die hier im Jahr 2013 US-Präsident Barack Obama mit einem Staatsbankett verabschiedete. Außerdem befanden sich von 1978 bis 2009 Teile der Sammlung Dohna-Schlobitten im Schloss. Separat zu besichtigen sind die KPM-Porzellansammlung des Landes Berlin im Belvedere, der Neue Pavillon und das Mausoleum.
Von 2004 bis Anfang 2006 wurde das Schloss Charlottenburg vorübergehend vom Bundespräsidenten genutzt, solange sein Amtssitz, das Schloss Bellevue, renoviert wurde. Das Schloss ist als Museum zu besichtigen. Zu sehen sind hier unter anderem die Wohnung Friedrichs des Großen, Kroninsignien von Friedrich I. und seiner Gemahlin Sophie Charlotte, das Porzellankabinett, die Goldene Galerie sowie zahlreiche Gemälde, darunter eine bedeutende Sammlung französischer Malerei des 18. Jahrhunderts, hierunter Watteaus Einschiffung nach Kythera.

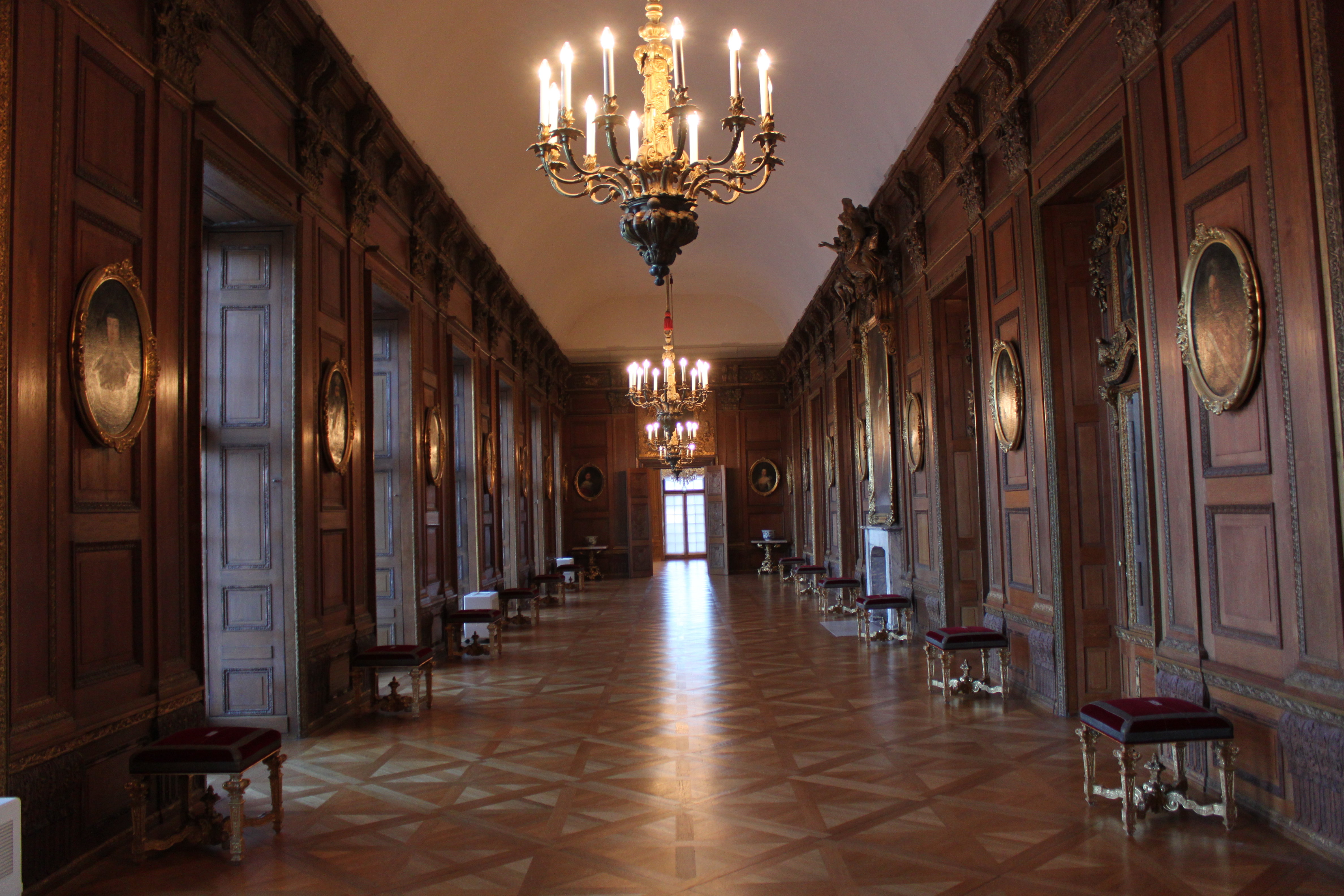
Eichengalerie im Alten Schloss
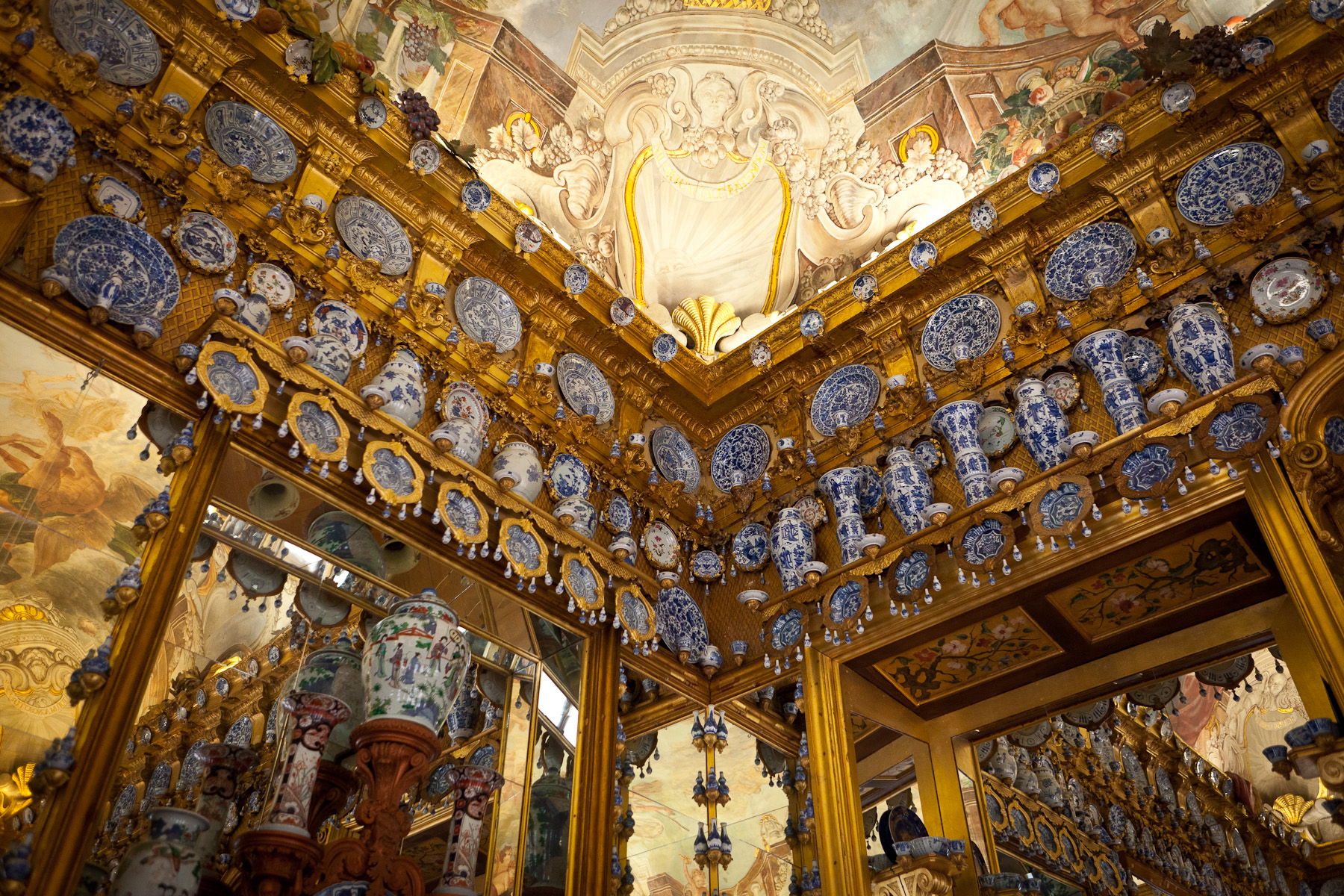
Porzellankabinett
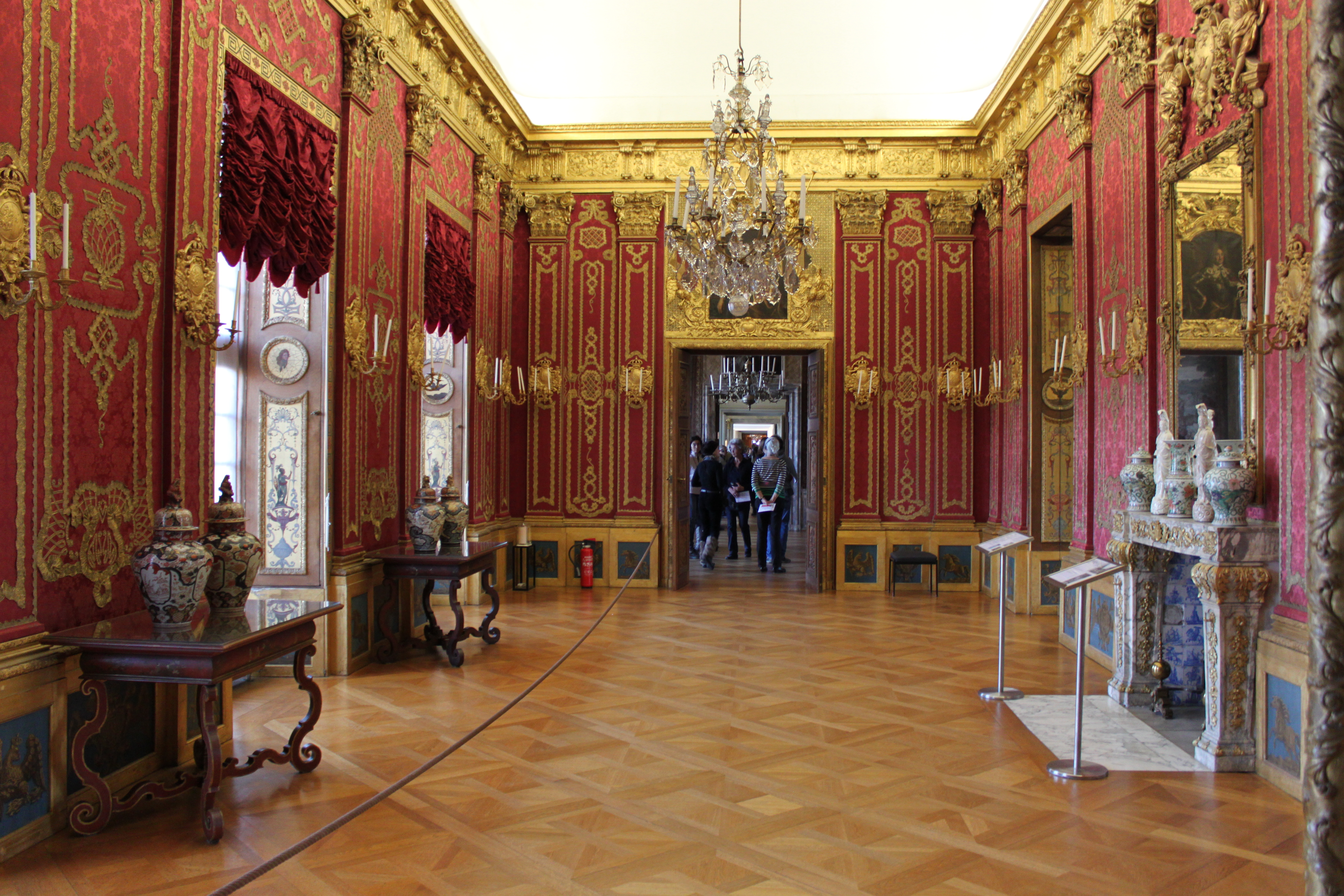
Rote Damastkammer
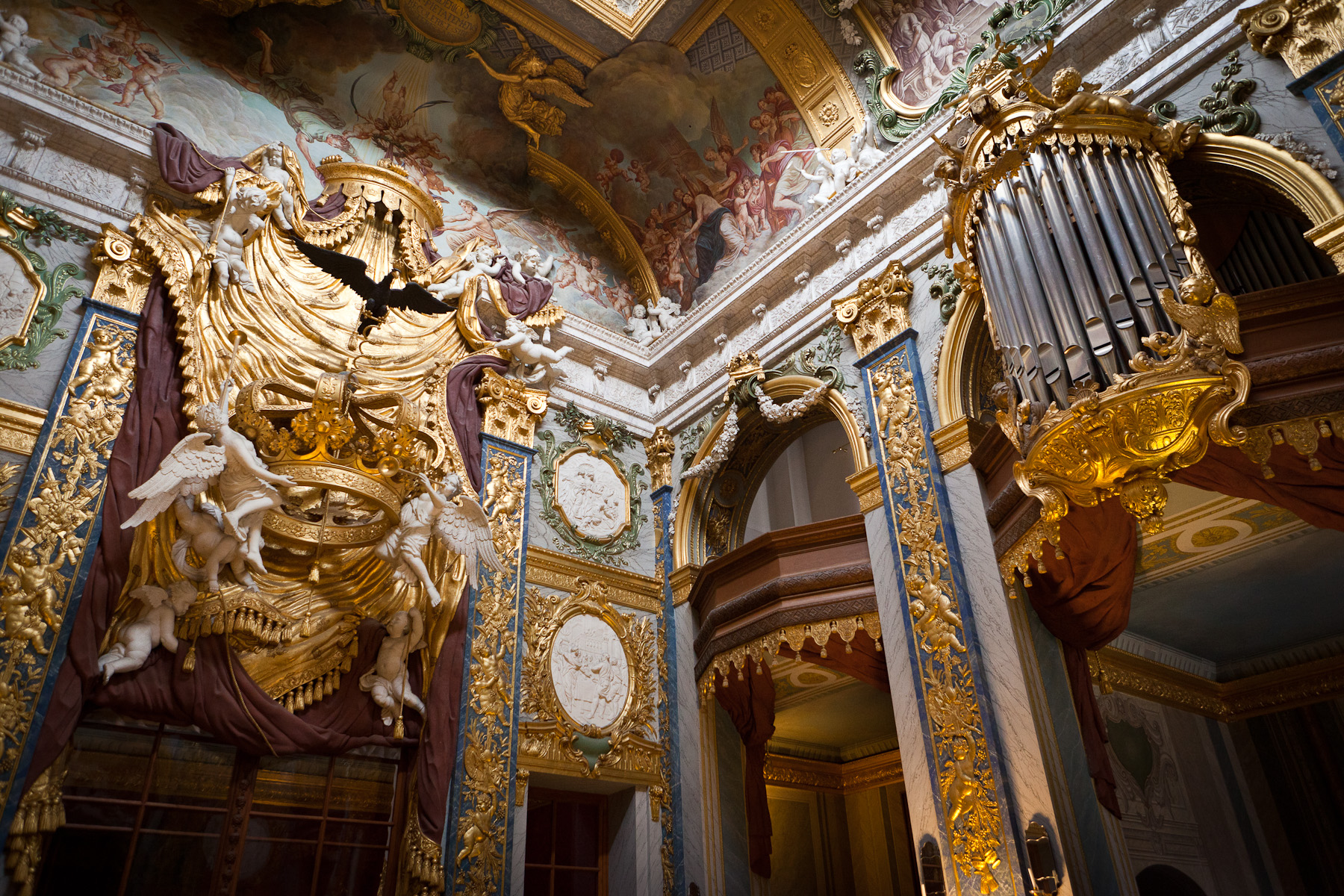
Schlosskapelle
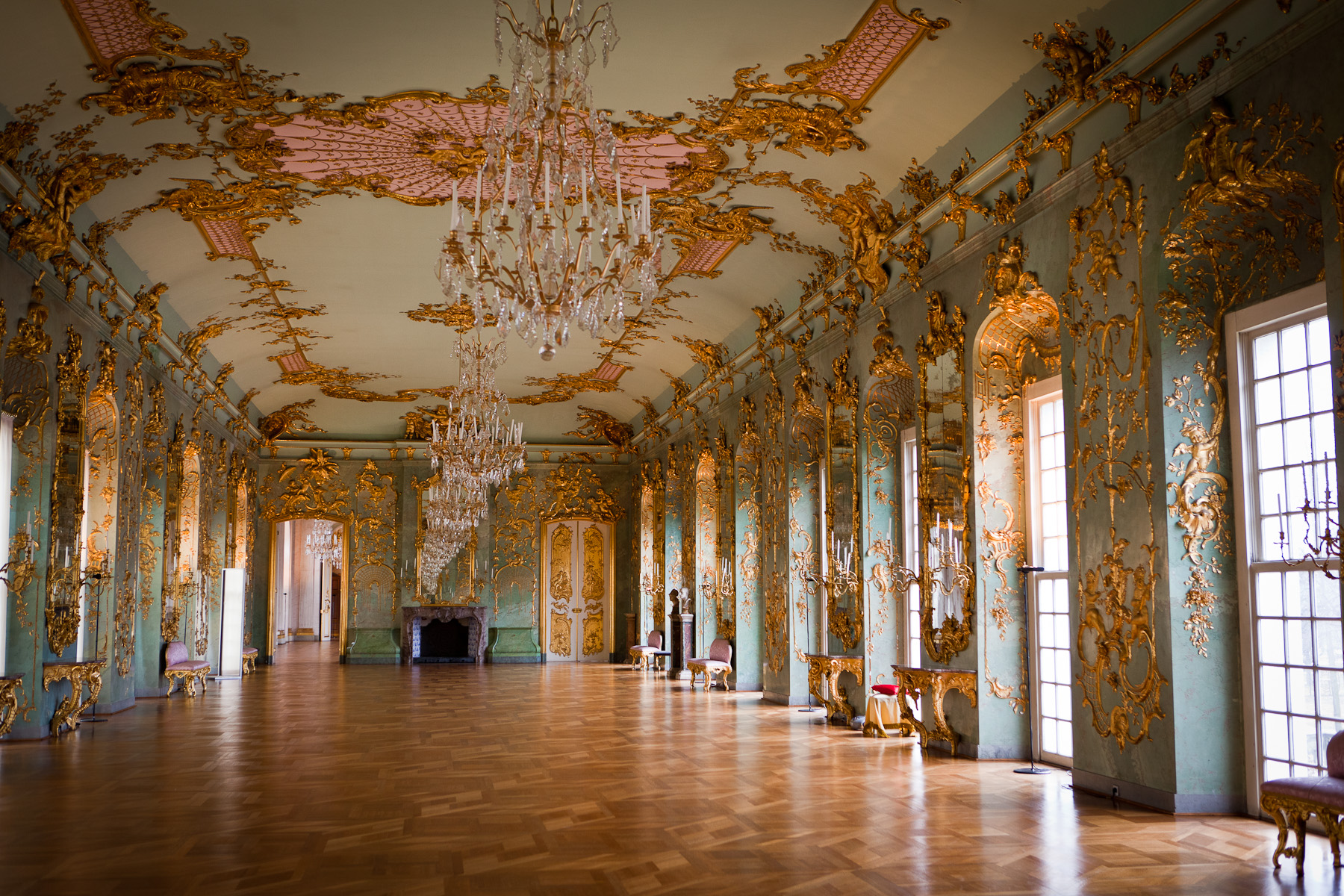
Goldene Galerie im Neuen Flügel

## Schlosspark

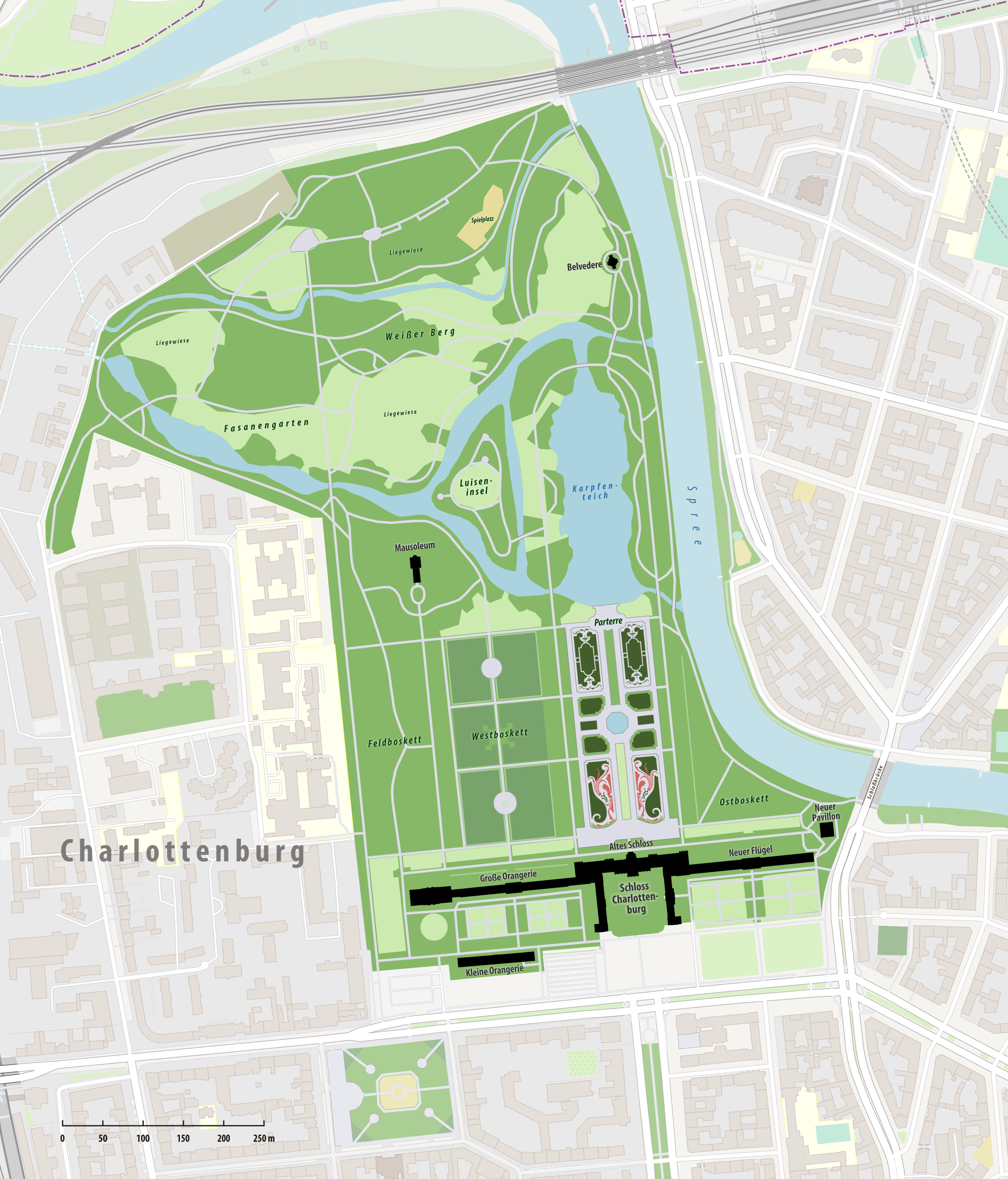
Schlosspark Charlottenburg

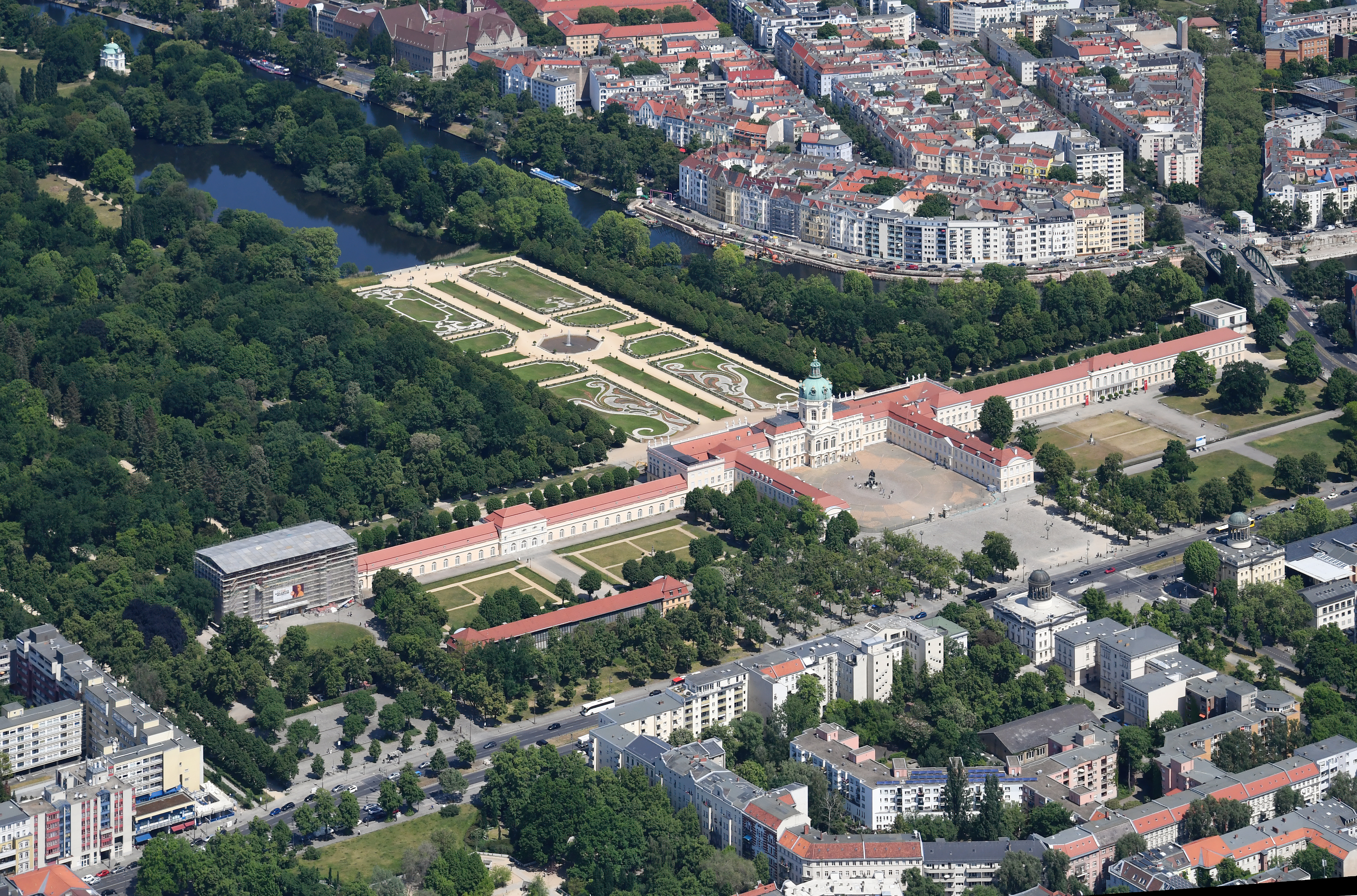
Luftbild des Schlosses und des südlichen Teils des Schlossparks

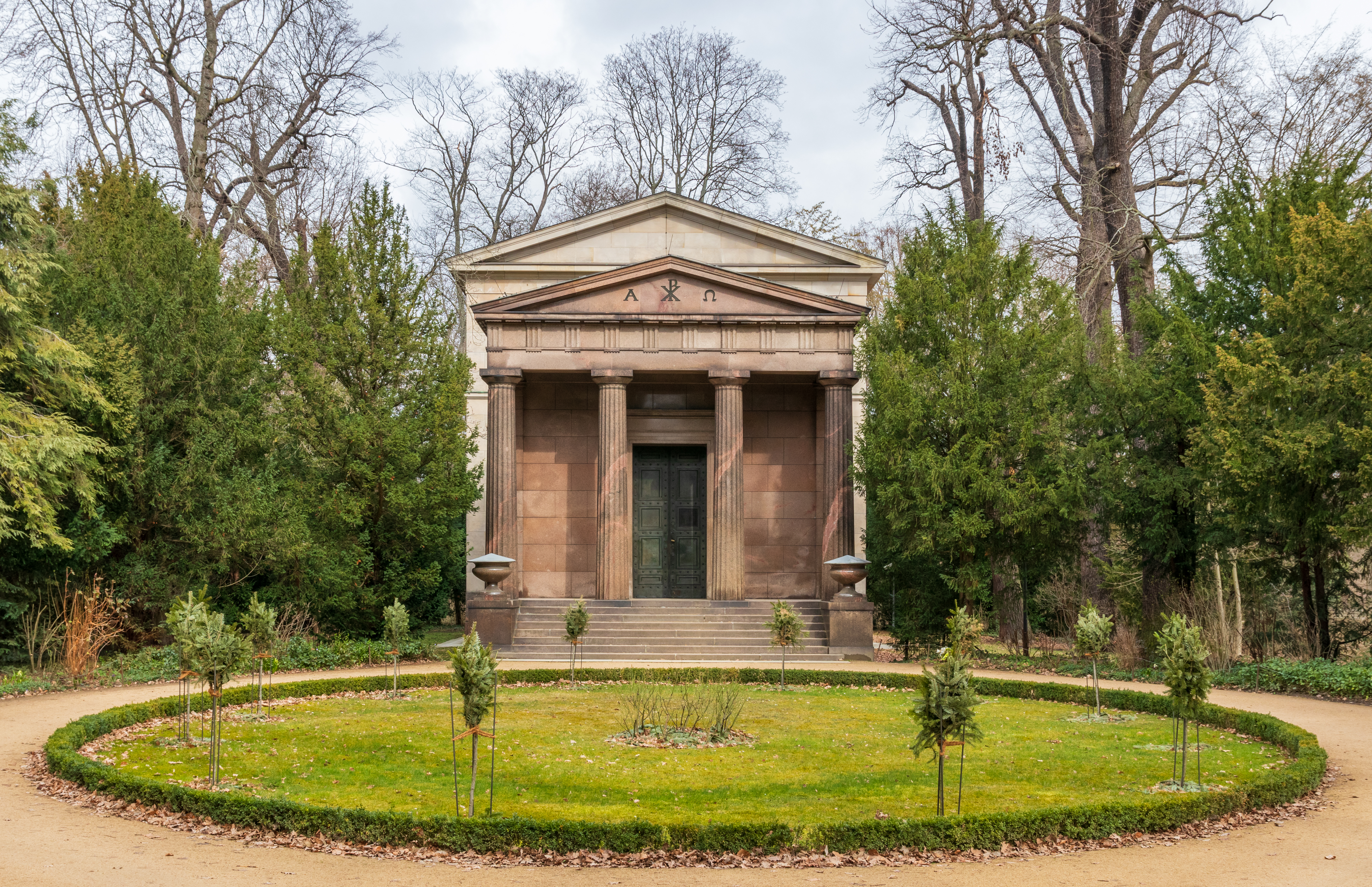
Mausoleum

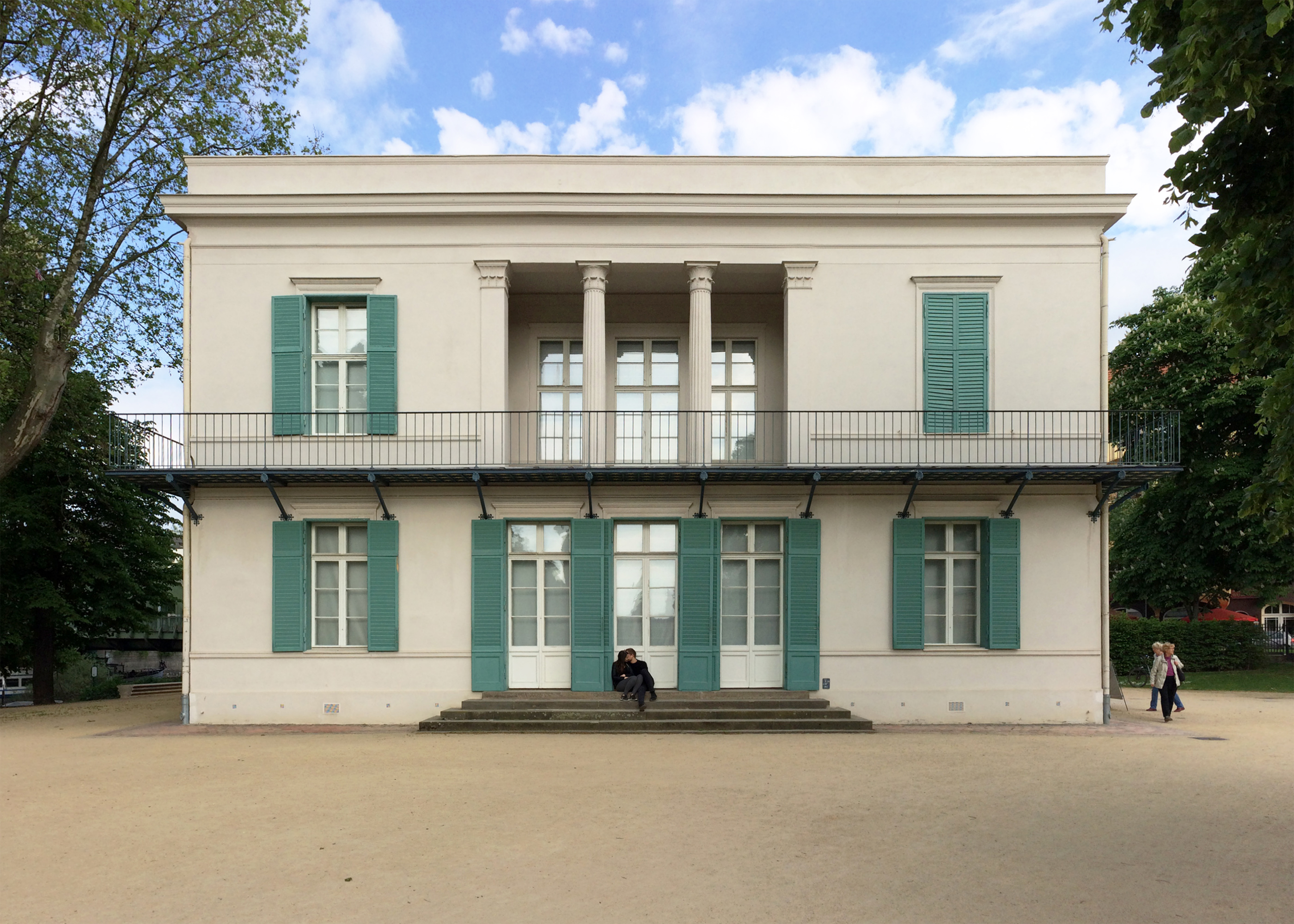
Neuer Pavillon

Der 55 Hektar große Schlossgarten Charlottenburg (im Volksmund „Schlosspark“ genannt) wurde ab 1697 von Siméon Godeau als französischer Barockgarten angelegt. Er umfasste ein barockes Parterre auf der Gartenseite des Kerngebäudes, ein West- und ein Ostboskett an der Spree mit drei Angelhäusern und einem kleinen Hafen für die Treckschuten, die zweimal am Tag nach Berlin fuhren. Außerdem gab es einen Spielgarten mit Wasserbassins, Bahnen für das Boule-Spiel und einen Fasanengarten. Nachdem ein Gärtner 1709, ohne zu fragen, eine große Anzahl Linden gekappt hatte, wurde er seines Amtes am Schloss Charlottenburg enthoben.
Während seiner Regierungszeit zwischen 1713 und 1740 kürzte Friedrich Wilhelm drastisch den Etat für die Pflege des Schlossgartens. Durch den Verkauf von Kräutern und seltenen Gewächsen sowie Verpachtung der hinteren Wiese deckte er die Kosten teilweise. Er übergab einen Bereich der Anlage Ackerbauern zur eigenen Bewirtschaftung. In der Zeit von 1740 bis 1786 kümmerte sich Friedrich II. um die Wiederherstellung des Lustgartens, diesmal allerdings im damals modernen Stil des Rokokos.
König Friedrich Wilhelm II. bevorzugte während seiner Regierungszeit 1786–1797 den romantischen Trend für englische Landschaftsgärten, der in krassem Gegensatz zu den geometrischen Formen und Sichtachsen des Barockgartens stand. Er berief in diesem Sinn 1788 den Gärtner Johann August Eyserbeck, Sohn von Johann Friedrich Eyserbeck (Schöpfer des Wörlitzer Parks), zum Hofgärtner nach Charlottenburg. Es kam zu vielen Vorschlägen, darunter drei Pläne Eyserbecks sowie verschiedene Entwürfe Georg Steiners und Peter Joseph Lennés. Als erstes verwandelte der König das Parterre vor dem Mittelbau (Altes Schloss) in eine Rasenfläche mit lockeren Grasflächen und Baumgruppen, die im Lauf der Zeit immer wieder mit veränderten Bepflanzungen umgewandelt wurden. Er löste außerdem die geraden Uferlinien des Karpfenteichs und die Wasserläufe auf. Als Eyserbeck 1801 starb, übernahm Steiner sein Amt und setzte die Umwandlung in lockere Landschaftsformen fort. Im Jahr 1819 kam der Gartenkünstler Lenné hinzu. Er verlandschaftete das Westboskett und gab der Gesamtanlage den letzten künstlerischen Schliff. König Friedrich Wilhelm IV. ließ das Boskett hinter der barocken Orangerie wieder so herstellen, wie er sie aus seiner Kindheit in Erinnerung hatte. Allerdings entsprach seine Gestaltung nicht genau dem barocken Zustand.

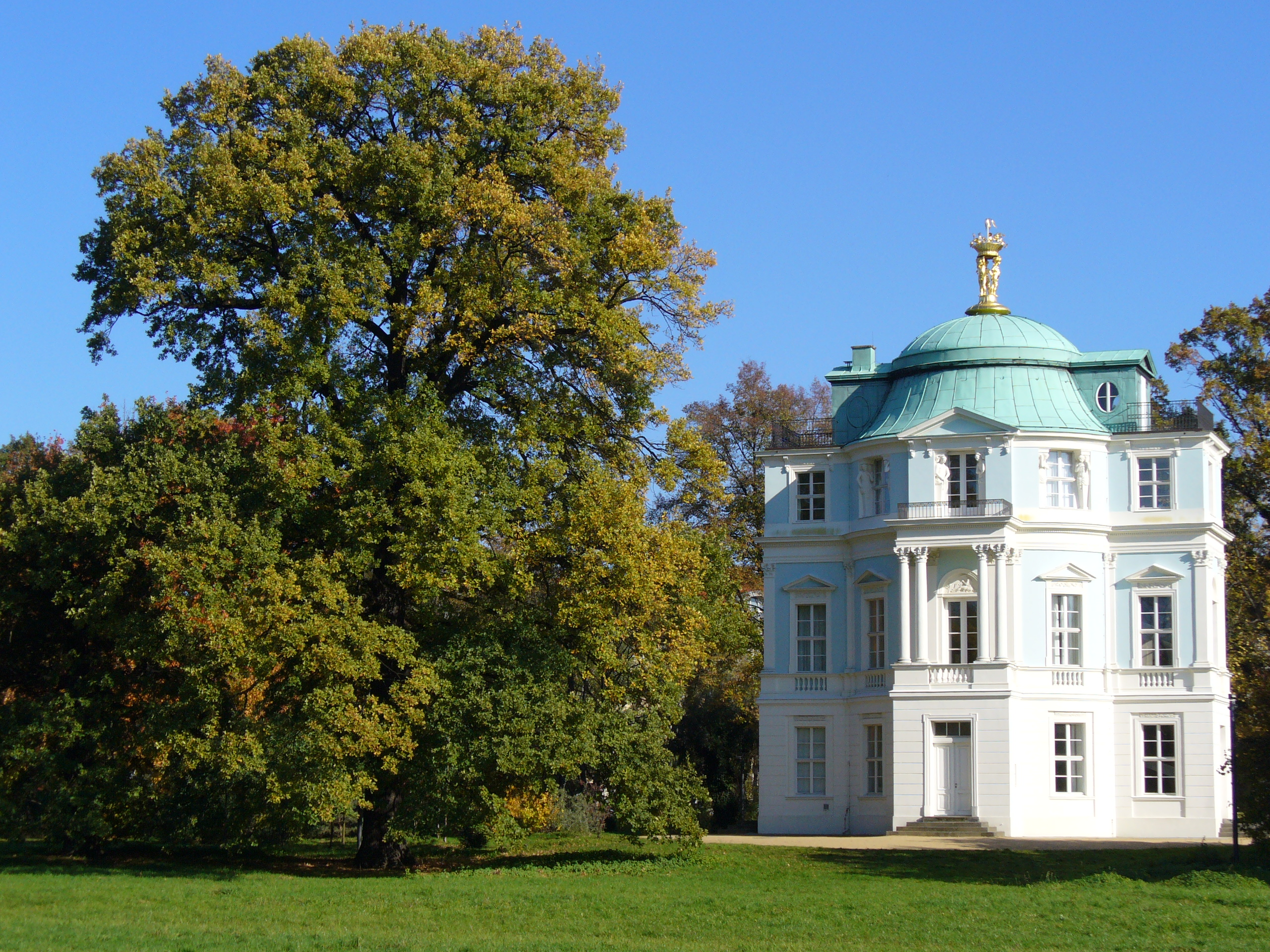
Belvedere

Im Schlossgarten befinden sich das 1788 von Carl Gotthard Langhans erbaute Teehaus Belvedere und das nach 1810 für Königin Luise erbaute Mausoleum. Die Grabskulptur auf ihrem Sarkophag stammt von Christian Daniel Rauch. Den 1824/1825 als neapolitanische Villa von Schinkel errichteten Neuen Pavillon hat Friedrich Wilhelm III. nicht gemeinsam mit seiner zweiten Frau, der Fürstin Liegnitz, bewohnt. Zwei weitere Staffagebauten – das Otahitische Korbhaus (um 1790 von Ferdinand August Friedrich Voß entworfen) und das Gotische Angelhaus an der Spree (1788 von Carl Gotthard Langhans) – mussten wegen ihrer leichten Bauweise häufig repariert werden. 1849/1850 ein letztes Mal erneuert, wurden das Korbhaus 1865 und das Angelhaus 1884 abgerissen.
Nach starken Verwüstungen im Zweiten Weltkrieg setzte sich vor allem die Direktorin der West-Berliner Verwaltung der Staatlichen Schlösser und Gärten, Margarete Kühn, für eine sich dem barocken Zustand annähernde Wiederherstellung des Parterres ein, da es in Deutschland nur wenige, in Berlin aber überhaupt keine barocken Gartenanlagen mehr gab. Dabei entsprechen die 1958 von der Schlossgärtnerei angelegten und 1967/1968 mit Broderie verzierten Flächen nicht dem Originalzustand. Weil letzterer als zu pflegeaufwendig galt, wurde die Ornamentik anhand verschiedener barocker Musterbücher neu gestaltet und im Wegekreuz eine Fontäne geschaffen. Der Garten ging mit dem Zusammenwachsen der beiden Stadthälften in den Besitz der neu gegründeten Stiftung Preußische Schlösser und Gärten Berlin-Brandenburg (SPSG) über.

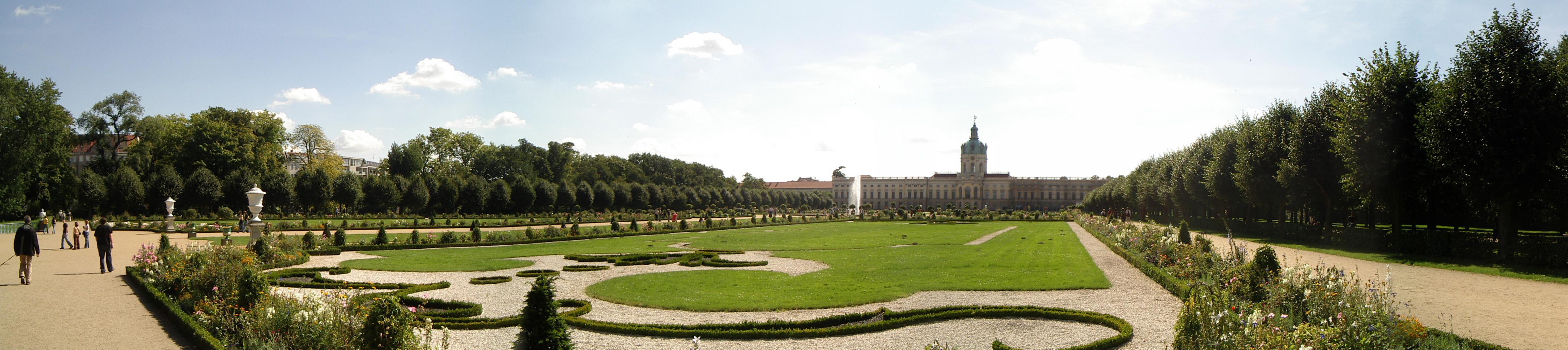
Panorama des Schlossparks

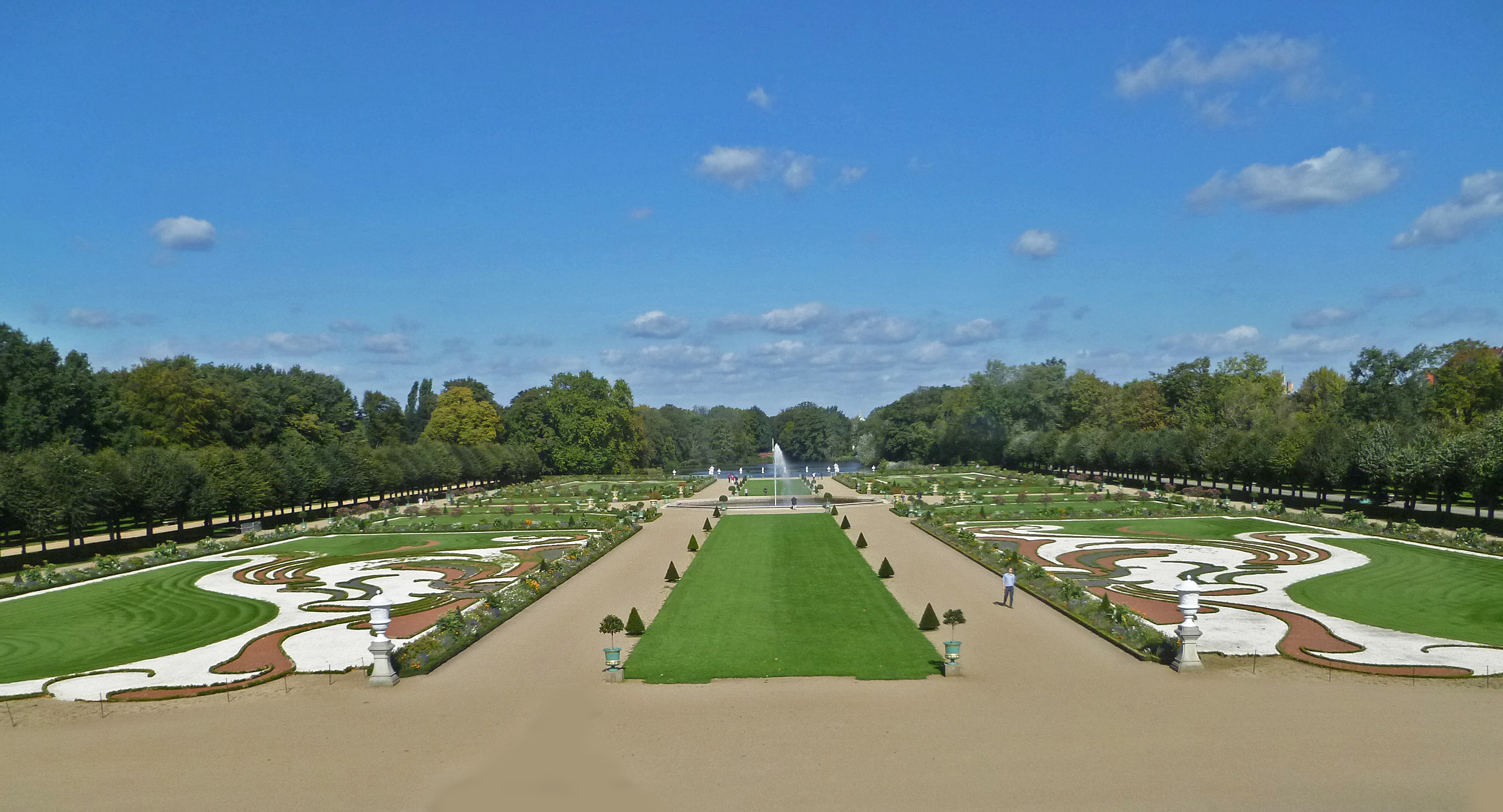
Schlosspark Charlottenburg

Trotz vielfacher Kritik an der unhistorischen Konzeption der 1960er Jahre erfolgte 2001 auf Betreiben der Berliner Gartendenkmalpflege die Restaurierung der Gestaltung aus den 1950er Jahren. Begründet wurde, dass die Anlage mittlerweile ebenfalls als geschichtliches Zeugnis zu bewerten sei.
Neben der Schlossgärtnerei (Adresse Fürstenbrunner Weg 62–70) gibt es auf dem Gelände seit dem Jahr 2013 den Gärtnerhof der Mosaik-Werkstätten für Behinderte gGmbH. Alle entsprechenden Einrichtungen führen auf Absprache Interessenten durch die Anlagen. Jährlich im Frühjahr gibt es unter dem Motto Schloss – Garten – Werkstatt einen Tag der offenen Tür. Außerdem sind regelmäßige gärtnerische Beratungen im Angebot, auch ein Blumenfeuerwerk fand bereits statt.

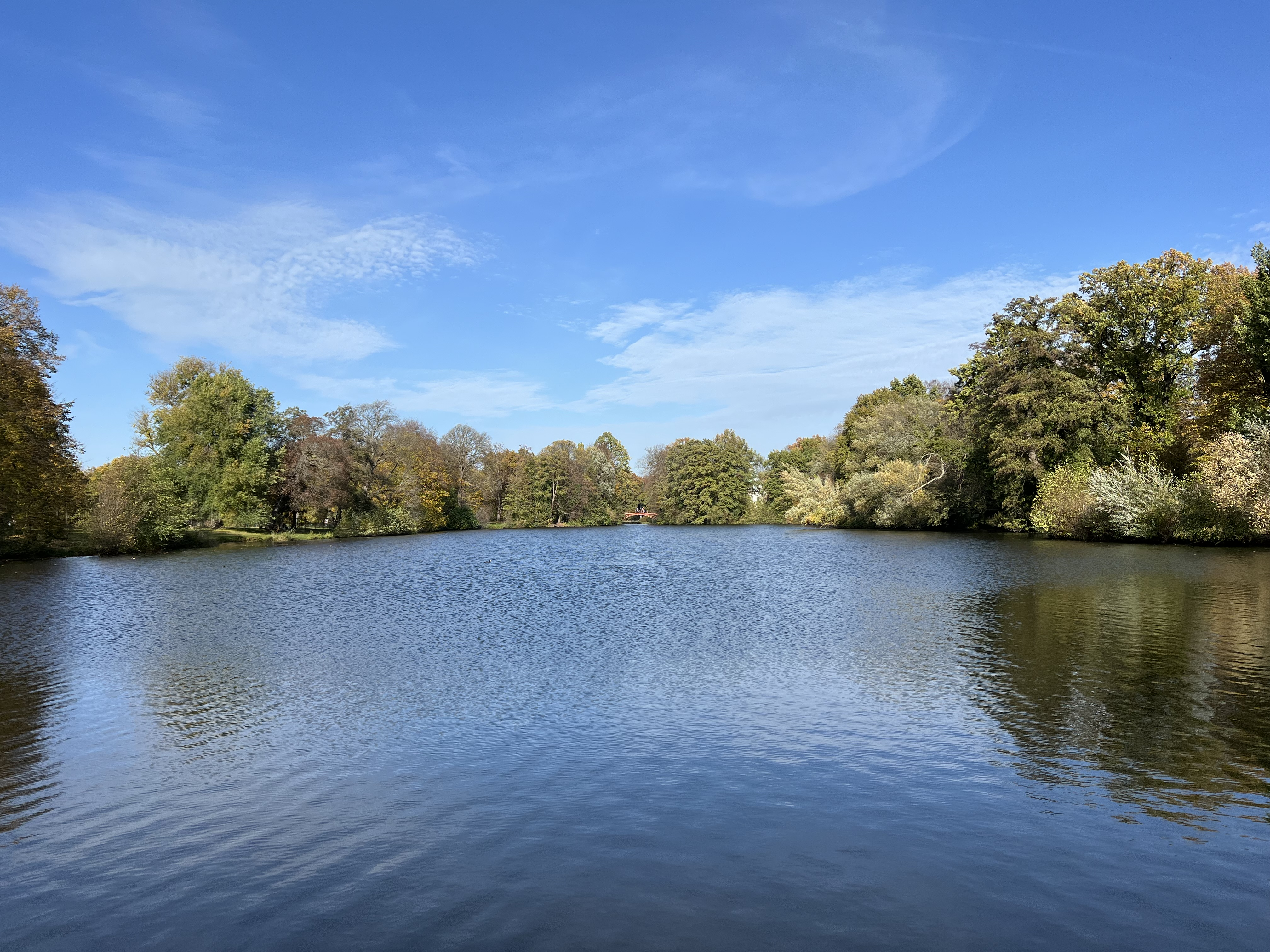
Karpfenteich im Schlosspark

Der Schlossgarten dient den Bewohnern der angrenzenden, dicht besiedelten Charlottenburger Altbaugebiete seit langer Zeit als Naherholungsgebiet. Joggen, Fahrradfahren (seit 2008 erlaubt), Spazierengehen mit und ohne Hunde oder im Winter auch Skilaufen sind beliebte Aktivitäten. Ein Spielplatz im nordöstlichen Bereich ist für Kinder gestaltet.
Die im Jahr 2004 von der Stiftung Preußische Schlösser und Gärten Berlin-Brandenburg erwogene Erhebung eines Eintrittsgelds stößt auf massiven Widerstand. Gegen diese Absichten gründete sich die Bürgerinitiative Rettet den Schloßpark! Auch das Fahrradfahren wollte die Schlösserstiftung im Jahr 2007 verbieten.
Der naturnahe Schlossgarten wird von einigen künstlichen Wasserläufen durchschnitten, über die auch Fußgängerbrücken führen. Eine dieser Brücken hat eine Jury aus neun Prominenten zur Bestimmung der Dreißig schönsten Brücken Berlins im Sender rbb24 (Erstausstrahlung im Oktober 2019) auf Platz 2 gewählt. Sie ist mit Kunstschmiede-Ornamenten verziert und steht direkt am Ufer der Spree, die hier östlich am Schlossgarten vorüberfließt.

## Sonstiges

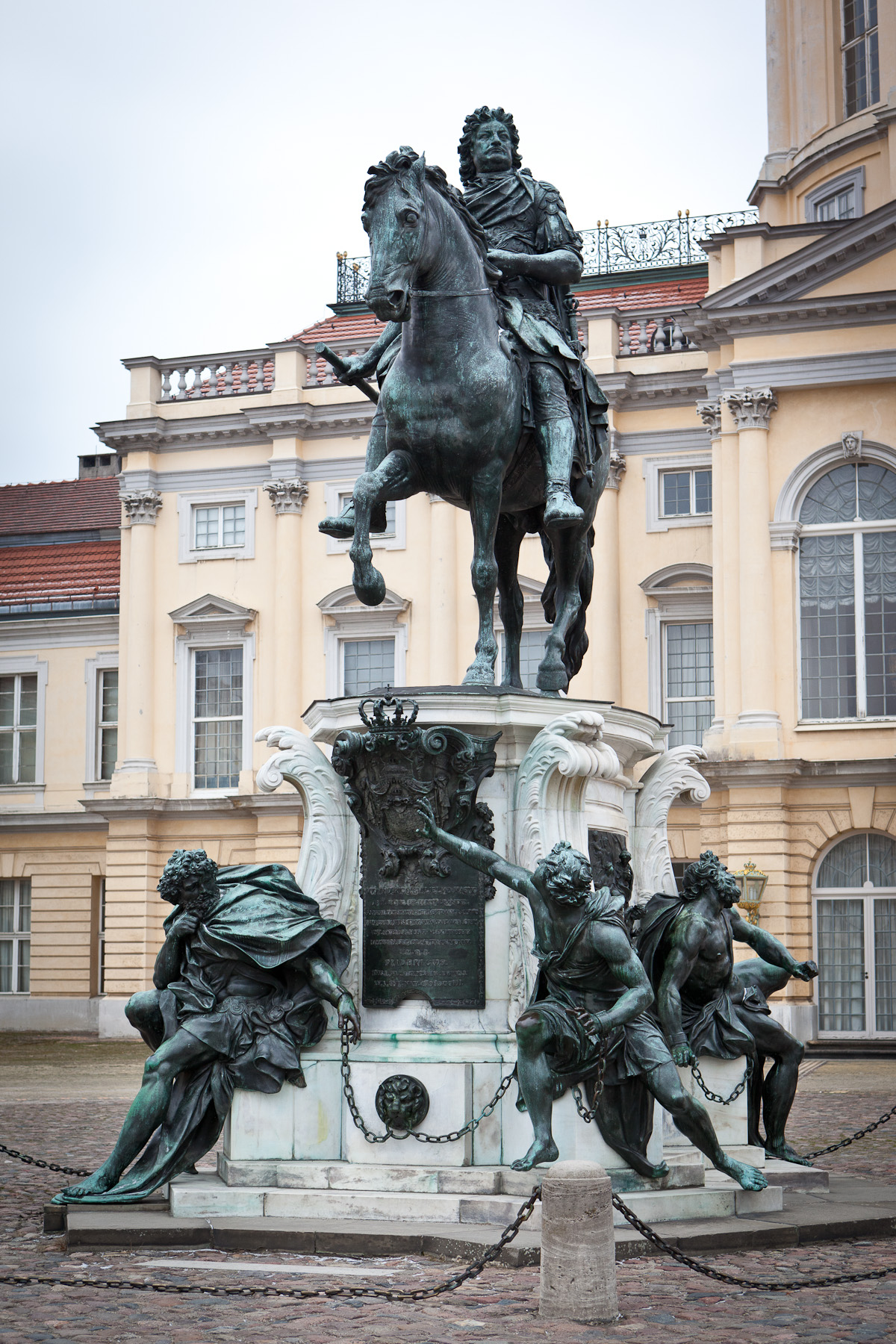
Reiterstandbild des Großen Kurfürsten

- Eine kleinere Nachbildung des Mittelbaus mit Turm diente auf der Weltausstellung 1904 in St. Louis als Deutsches Haus mit Restaurant und Ausstellungsräumen.
- Der 1909 vollendete, 58 m hohe Turm von Schloss Neustrelitz entstand als Hommage an den Charlottenburger Schlossturm. Das Großherzogtum Mecklenburg-Strelitz und das Königreich Preußen waren historisch eng verbunden.
- Zusammen mit den gegenüberliegenden Einrichtungen, dem Museum Berggruen, dem Bröhan-Museum und der Sammlung Scharf-Gerstenberg, bildet das Schloss Charlottenburg einen wichtigen Museumsstandort. Zwischen den Museen steht am Nordende der Schloßstraße – in der Sichtachse zum Schloss – das Prinz-Albrecht-von-Preußen-Denkmal aus dem Jahr 1901.
- Schloss und Schlosspark bildeten wiederholt die Kulisse für Filmaufnahmen. 1985 fanden hier ein Teil der Dreharbeiten zum Musikvideo des Titels Kayleigh der britischen Rockband Marillion statt. Im Jahr 2004 entstand hier eine in Frankreich spielende Szene der Jackie-Chan-Komödie In 80 Tagen um die Welt.
- Briefmarkenausgaben mit Abbildungen des Schlosses erschienen beispielsweise 1956 (Deutsche Bundespost Berlin, 40 Pfennig), 1982 (Deutsche Bundespost, Dauermarke 120 Pfennig), 1987 (Deutsche Bundespost Berlin, Block 750 Jahre Berlin, 50 Pfenning) und ebenfalls 1987 als Automatenmarke. 1978 erschien eine Briefmarke der Deutschen Bundespost Berlin mit der Abbildung des Belvedere im Schlosspark (40 Pfennig).
- Mit dem Ausgabetag 30. Januar 2018 wurden von Bodo Broschat gestaltete 2-Euro-Gedenkmünzen mit dem Motiv des Schlosses auf der Bildseite in Umlauf gebracht.
- Auf der Kuppel des Schlosses befindet sich eine 4,50 m hohe vergoldete Fortunafigur, die als Windfahne dient. Ursprünglich von Andreas Heidt 1711 vollendet, ist die Neuschöpfung 1956 nach einem Entwurf von Richard Scheibe aus Kupferblech getrieben.[14]
- Auf den Wachhäusern vor dem Ehrenhof befinden sich die Borghesischen Fechter. Bei den 1,99 m hohen Plastiken handelt es sich um neuzeitliche Zinkgusskopien des altgriechischen Marmororiginals, das der Bildhauer Agasias von Ephesos im 1. Jahrhundert v. Chr. schuf. Bis zum Ankauf durch den Louvre war es in der Villa Borghese ausgestellt. Die spannungsreichen Figuren tragen in ihrer Rechten ein Kurzschwert und in ihrer Linken ein Rundschild. Ihre paarweise Aufstellung geht auf die Symmetriebestrebungen der Barockzeit zurück.[15]
- In der Schlosskapelle (Eosander-Kapelle) befand sich von 1706 bis 1943 und seit 1970 wieder eine Orgel. Das erste Instrument wurde von Arp Schnitger (Hamburg) zu Beginn des 18. Jahrhunderts errichtet und um 1706 eingeweiht. Die Orgel stand auf einer Empore im Seitenschiff. Bis Ende des 19. Jahrhunderts blieb die Orgel weitgehend unverändert erhalten. 1888 wurde die Disposition durch die Gebrüder Dinse (Berlin) geringfügig verändert. Diese tauschten die beiden Zungenregister des Hauptwerkes (Hoboy und Vox Humana) gegen romantische Streicherstimmen (Gambe 8′ und Aeoline 8′) aus. Karl Kemper (Lübeck) stellte 1934, bei einer Restaurierung, die beiden ursprünglichen Register wieder her, vermutlich in der alten Bauweise. 1943 wurde die Orgel abgebaut und in den Kellergewölben des Berliner Schlosses eingelagert, wo sie 1944 beim Brand des Schlosses vernichtet wurde. Nach dem Wiederaufbau des Charlottenburger Schlosses wurde die Orgel in den Jahren 1969–1970 durch die Orgelbaufirma Karl Schuke (Berlin) rekonstruiert.[16] Das ursprüngliche Schleifladen-Instrument hatte 26 Register mit folgender Disposition:

| Rückpositiv CDE–c3 |    |
| Principal          | 8′ |
| Gedackt lieblich   | 8′ |
| Octav              | 4′ |
| Floite dues        | 4′ |
| Octav              | 2′ |
| Waldfloit          | 2′ |
| Sepquialt II       |    |
| Scharf III         |    |

| Hauptwerk CDE–c3 |    |
| Principal        | 8′ |
| Gedackt          | 8′ |
| Floite dues      | 8′ |
| Octav            | 4′ |
| Viol de Gamb     | 4′ |
| Nassat           | 3′ |
| Super Octav      | 2′ |
| Mixtur IV        |    |
| Hoboy            | 8′ |
| Vox humana       | 8′ |

| Pedal CDE–d1 |     |
| Subbass      | 16′ |
| Octav        | 08′ |
| Octav        | 04′ |
| Nachthorn    | 02′ |
| Mixtur V     |     |
| Posaunen     | 16′ |
| Trommet      | 08′ |
| Cornet       | 02′ |

Schleifladen mechanische Traktur drei Sperrventile, Tremulant, Tonhöhe fast einen Ganzton unter Normalstimmung.
Die heutigen Klaviaturumfänge der rekonstruierten Orgel sind CD-d3 (Manual) und CD-d1 (Pedal)
- Koppeln: HW/PW
- BockTremulant aufs ganze Werk
- Stimmung: gleichschwebend, a = 415 Hz